# Quint Fufi Calè (pare)
Quint Fufi Calè (en llatí: Quintus Fufius Calenus) va ser un gran terratinent romà que es va oposar als Gracs, i especialment a Tiberi Grac, per les seves lleis agràries, i per això va lloar Escipió Nasica Serapió com a instigador del seu assassinat. Va ser el pare de Quint Fufi Calè, cònsol el 47 aC. Només en parla Ciceró.